# Frisen
Frisen är en sjö söder om byn Nornäs i Älvdalens kommun i Dalarna som ingår i Dalälvens huvudavrinningsområde. Sjön har en area på 0,425 kvadratkilometer och ligger 445 meter över havet.

## Delavrinningsområde
Frisen ingår i delavrinningsområde (681449-136284) som SMHI kallar för Utloppet av Frisen. Medelhöjden är 451 meter över havet och ytan är 3,51 kvadratkilometer. Det finns inga avrinningsområden uppströms utan avrinningsområdet är högsta punkten. Vattendraget som avvattnar avrinningsområdet har biflödesordning 4, vilket innebär att vattnet flödar genom totalt 4 vattendrag innan det når havet efter 490 kilometer. Avrinningsområdet består mestadels av skog (37 procent), öppen mark (17 procent) och sankmarker (15 procent). Avrinningsområdet har 0,37 kvadratkilometer vattenytor vilket ger det en sjöprocent på 10,5 procent.